# Santiago Rodríguez-Miranda Gómez
Santiago Rodríguez-Miranda Gómez (Palma, Illes Balears 1940) és un polític, advocat i professor universitari mallorquí que fou Ministre de Treball i Seguretat Social en el darrer govern de la UCD.

## Biografia
Va néixer el 1941 a la ciutat de Palma. Va estudiar dret en la delagació de Palma de la Universitat de Barcelona, universitat en la qual fou professor de dret financer i d'hisenda pública. Mitjançant oposicions públiques accedí a una plaça d'advocat de l'Estat en la delegació d'Hisenda de les Illes Balears.
Fou assessor del Foment del Turisme de Mallorca, membre de la Junta de Govern i del Consell d'Administració de la Companyia Transmediterránea.
L'any 1997 li fou concedida la Medalla d'Or de la Comunitat Autònoma de les Illes Balears.

## Activitat política
L'any 1963 fundà el Partit Socialdemòcrata Balear (PSB), del qual en fou el primer Secretari General, i posteriorment fou el fundador l'any 1975 de l'Assemblea Democràtica de Mallorca.
En les eleccions generals de 1977 fou escollit diputat al Congrés en representació de la Unió de Centre Democràtic (UCD) per les Illes Balears, sent novament escollit en les eleccions generals de 1979. En la Legislatura Constituent on exercí de portaveu del Govern en la Comissió d'Economia i Hisenda, Vicepresident Primer de la Comissió de Pressupostos i membre de les d'Afers Exteriors, Comerç i Turisme, i després de ser vocal de la Comissió Constitucional en la II Legislatura el desembre de 1981 fou nomenat Ministre de Treball i Seguretat Social en l'últim govern de Leopoldo Calvo-Sotelo, càrrec.
Fou Conseller de Comerç i Turisme del Govern de les Illes Balears sota la presidència de Francesc Tutzó Bennàsar.